# 최영오 일병 사건
최영오(崔永吾, 1938년 ~ 1963년 3월 18일) 일병 사건은 1962년 7월 8일 오전 8시, 현역 일병 최영오가 주둔 부대 내에서 선임병사 2명을 총기로 살해한 사건이다.

## 사건 발단
최영오는 자신에게 도착한 애인의 편지를 선임병이 먼저 가로채 뜯어본 후 최영오를 조롱하자 이에 대한 사과를 요구하다가 도리어 선임병들에게 구타를 당했다. 이에 분을 참지 못한 최영오는 결국 선임병 2명을 M1 소총으로 총살하기에 이르렀다.

## 사회 이슈 및 여파
서울대 천문기상학과를 다니다 휴학하고 학보병 신분으로 입대한 최영오는 명문대생이라는 점 때문에 사회적으로 상당한 관심을 불러 일으켰다. 군사법원은 최영오에게 사형 판결을 하였다. 각계 각층에서 구명운동이 벌어졌음에도 불구하고 법원은 이를 받아들이지 않았으며 피살자 유족의 건의를 받아들여 1963년 3월 18일 오후 2시 40분, 서울 근교 수색의 형장에서 총살형이 집행되었다. 그와 반대로 피살된 정 병장과 고 상병은 국립묘지에 묻혔고 1계급 특진을 받았다. 그의 집안은 1987년 8월까지 용공분자 집안으로 낙인찍힘으로 사회로부터 격리 조치되었다. 처형 직전 그는 "제가 죽음으로써 우리나라 군대가 관료주의적인 것으로부터 개인의 권리를 보장해주는 민주적인 군대가 되기를 바랄 뿐입니다."라는 말을 남겼다. 최영오 일병의 사체 인수 통지서를 받아들고 충격을 받은 어머니는 그날 밤 11시 50분쯤 서울 마포 근처 한강에 투신자살했다. 이 사건 이후 말이 많았던 학보병 제도가 폐지되었다. '푸른별 아래 잠들게 하라'라는 영화도 제작 되었다.